# Сан-Хосе-де-Грасия (муниципалитет)
Сан-Хосе-де-Грасия (исп. San José de Gracia) — муниципалитет в Мексике, штат Агуаскальентес, административный центр — город Сан-Хосе-де-Грасия.

## История
Муниципалитет был образован в 1953 году.

## Состав
В 2010 году в состав муниципалитета входило 130 населённых пунктов. Крупнейшие из них:
| Русское название        | Испанское название      | Население, 2010 год |
| Всего в муниципалитете  | Всего в муниципалитете  | 8443                |
| Сан-Хосе-де-Грасия      | San José de Gracia      | 4927                |
| Сан-Антонио-де-лос-Риос | San Antonio de los Ríos | 1043                |
| Паредес                 | Paredes                 | 1017                |
| Ла-Конгоха              | La Congoja              | 435                 |
| Ранчо-Вьехо             | Rancho Viejo            | 231                 |